# Conclave del 1769
Il conclave del 1769 venne convocato a seguito della morte del papa Clemente XIII e si concluse con l'elezione del papa Clemente XIV.

## Svolgimento
L'elezione del nuovo papa rappresentò l'occasione per esercitare pressioni sull'abolizione, de facto e de iure, della Compagnia di Gesù in tutti gli Stati cattolici. I regni di Francia, Spagna e Portogallo, retti dalla famiglia Borbone, avevano già espulso i Gesuiti dai propri territori.
Il conclave si riunì il 15 febbraio 1769. Gli ambasciatori di Francia (d'Aubeterre) e di Spagna (Azpuru) ed i cardinali de Bernis (Francia) e Orsini (Napoli) condussero la campagna anti-gesuitica dentro il conclave.
Il Sacro Collegio, composto da quarantasette cardinali, era diviso tra cardinali “di Corte” (fedeli ai regnanti dei rispettivi Paesi) e “Zelanti” (che affermavano il primato dello Spirito Santo nella scelta del futuro pontefice). Questi ultimi, favorevoli ai Gesuiti, erano in maggioranza. "È facile prevedere quali difficoltà incontreranno i nostri negoziati in un palcoscenico in cui più di tre quarti degli attori sono contro di noi". Così scrisse Bernis a Choiseul, il ministro di Luigi XV. Scopo manifesto delle loro pressioni era quello di ottenere il voto di un numero di Zelanti sufficiente a raggiungere il quorum. Il cardinale più gradito alle potenze europee era Antonino Sersale, ma i suoi legami troppo stretti con i Borbone lo avevano reso inviso agli Zelanti. 
D'Aubeterre, ispirato da Azpuru, invitò de Bernis a insistere affinché l'elezione del futuro papa fosse condizionata dalla promessa, scritta, di sopprimere i Gesuiti. Tutti i cardinali ritenuti papabili avrebbero dovuto impegnarsi a favore della soppressione della Compagnia. Tuttavia i cardinali rifiutarono tale proposta. In un memorandum indirizzato a Choiseul, datato 12 aprile 1769, de Bernis affermò: "Per richiedere dal futuro Papa una promessa, messa per iscritto o resa davanti a testimoni, volta alla soppressione dei Gesuiti, sarebbe stata una flagrante violazione del Diritto canonico e quindi una macchia sull'onore delle Corone". Il Re di Spagna Carlo III fece sapere che era disposto a farsi carico di tale responsabilità. D'Aubeterre, conterraneo del de Bernis, affermò che la simonia e il diritto canonico nulla possono contro la ragione, che richiede l'abolizione della Compagnia di Gesù per la pace nel mondo. In marzo l'imperatore – neutrale sulla questione dei Gesuiti – Giuseppe II d'Asburgo-Lorena si recò a Roma accompagnato dal fratello Leopoldo I di Toscana (suo successore al trono). Giunti nell'Urbe il 15 marzo, essi visitarono i cardinali e conferirono con loro nonostante la clausura del conclave. 
Dopo la partenza di Giuseppe II, all'inizio di aprile, ripresero le pressioni sul collegio cardinalizio. Il cardinale de Bernis minacciò il blocco di Roma e la provocazione di insurrezioni popolari per superare la resistenza degli Zelanti. I re di Francia e Spagna, in virtù del loro diritto di veto, esclusero ben ventisette dei quarantasette cardinali. Dato che altri nove o dieci non erano papabili, a causa della loro età o per altre ragioni, rimasero in lizza soltanto quattro o cinque cardinali.
Il Sacro Collegio, come il de Bernis temeva, protestò sia per le interferenze che stava subendo, sia per il fatto di non essere libero di eleggere il pontefice. Ma d'Aubeterre era implacabile. Voleva intimorire i cardinali. "Un papa eletto contro i desideri dei re [borbonici]", scrisse, "non sarà riconosciuto". E ancora: "Penso che un papa di quel temperamento, senza scrupoli, decidendo in fretta senza chiedere pareri preventivi e consultando solo i propri interessi, potrebbe essere accettabile dai regnanti". Gli ambasciatori tornarono alla carica: minacciarono di lasciare Roma, a meno che il conclave non si fosse arreso al loro volere. L'arrivo di due cardinali spagnoli, Francisco de Solis e Buenaventura de la Cerda, aggiunse nuove forze al partito dei cardinali “di Corte”.
De Solis insisté sull'impegnare il futuro papa con una dichiarazione scritta sulla soppressione dei Gesuiti, ma l'idea di violare così platealmente la norma non convinse de Bernis. Solis, quindi, sostenuto dentro il conclave dal cardinale Vincenzo Malvezzi e, all'esterno, dagli ambasciatori di Francia e Spagna, prese la questione nelle proprie mani. Cominciò a sondare il cardinale Ganganelli sulla possibilità di sottoscrivere la promessa richiesta dai re borbonici come condizione indispensabile per la sua elezione. Ganganelli era l'unico frate del Sacro Collegio. Apparteneva ai Francescani conventuali. Era, in un certo senso, l'unico che potesse essere votato anche dagli Zelanti. Resosi conto di essere diventato l'ago della bilancia, Ganganelli si sforzò di soddisfare sia gli Zelanti che i cardinali “di Corte”, senza impegnarsi con nessuno.
In ogni caso firmò un documento che soddisfaceva Solis. Jacques Crétineau-Joly, lo storico dei Gesuiti, ne ha pubblicato il testo. Il futuro papa dichiarò che "riconosceva nel sovrano pontefice il diritto di sciogliere, in buona coscienza, la Compagnia di Gesù, a condizione di rispettare il diritto canonico; inoltre che fosse auspicabile che il papa facesse tutto quello che fosse in suo potere per soddisfare i desideri delle Corone". Il testo originale di tale dichiarazione è andato perduto, ma la sua esistenza sembra accertata sia dagli eventi successivi, sia dalla testimonianza del de Bernis contenuta in due lettere spedite a Choiseul (28 luglio e 20 novembre 1769).
Ganganelli assicurò quindi i voti dei cardinali “di Corte”; gli Zelanti lo considerarono neutrale o addirittura favorevole ai Gesuiti; D'Aubeterre era sempre stato a suo favore, considerandolo "un teologo saggio e moderato"; infine, Choiseul annotò vicino al suo nome "molto buono" nell'elenco dei papabili.
De Bernis, desideroso di avere la sua parte nella vittoria dei sovrani, sollecitò i cardinali ad arrivare al dunque. Il 18 maggio 1769 Ganganelli fu eletto con quarantasei voti su quarantasette (il quarantasettesimo fu il suo, che diede al cardinale Rezzonico, Camerlengo del Collegio cardinalizio). Il neoeletto prese il nome pontificale di Clemente XIV.

## Lista dei partecipanti

### Presenti in conclave
| Nome                                             | Paese                  | Titolo                                                                                                  | Ruolo | Nascita    | Concistoro |
| ------------------------------------------------ | ---------------------- | --- | --- | ---------- | ---------- |
| Carlo Alberto Guidobono Cavalchini               | Regno di Sardegna      | Cardinale vescovo di Ostia e Velletri                                                                   | Decano del Collegio Cardinalizio; Prefetto della Congregazione dei Vescovi e Regolari; Datario di Sua Santità; Governatore di Velletri                                                 | 26/07/1683 | 09/09/1743 |
| Andrea Corsini                                   | Granducato di Toscana  | Cardinale presbitero di Sant'Angelo in Pescheria                                                        | Protettore della Congregazione Benedettina di Vallombrosa | 11/06/1735 | 24/09/1759 |
| Pietro Colonna Pamphili                          | Stato Pontificio       | Cardinale presbitero di Santa Maria in Trastevere                                                       | Nunzio apostolico emerito in Francia | 07/12/1725 | 26/09/1766 |
| Enrico Benedetto Stuart                          | Regno di Gran Bretagna | Cardinale vescovo di Frascati; Cardinale presbitero in commendam di San Lorenzo in Damaso               | Arciprete della Basilica di San Pietro in Vaticano; Presidente della Fabbrica di San Pietro; Vice-Cancelliere di Santa Romana Chiesa                                                   | 06/03/1725 | 03/07/1747 |
| Marcantonio Colonna                              | Stato Pontificio       | Cardinale presbitero di Santa Maria della Pace                                                          | Vicario generale di Sua Santità per la Diocesi di Roma; Prefetto del Congregazione per la Residenza dei Vescovi; Arciprete della Basilica Liberiana di Santa Maria Maggiore            | 16/08/1724 | 24/09/1759 |
| Buenaventura Córdoba Espinosa de la Cerda        | Regno di Spagna        | Cardinale presbitero di San Lorenzo in Panisperna                                                       | Abate ordinario di Alcalá la Real; Patriarca titolare delle Indie Occidentali; Vicario castrense per la Spagna                                                                         | 23/03/1724 | 23/11/1761 |
| Carlo Rezzonico                                  | Repubblica di Venezia  | Cardinale presbitero di San Clemente                                                                    | Abate commendatario di Summaga; Camerlengo di Santa Romana Chiesa | 25/04/1724 | 11/09/1758 |
| Vitaliano Borromeo                               | Ducato di Milano       | Cardinale presbitero di Santa Maria in Ara Coeli                                                        | Legato apostolico di Romagna | 03/03/1720 | 26/09/1766 |
| Giovanni Francesco Albani                        | Stato Pontificio       | Cardinale vescovo di Sabina                                                                             | Pro-segretario emerito della Congregazione dell'Immunità Ecclesiastica | 26/02/1720 | 10/04/1747 |
| Lazzaro Opizio Pallavicini                       | Repubblica di Genova   | Cardinale presbitero dei Santi Nereo e Achilleo                                                         | Legato apostolico di Bologna | 30/10/1719 | 26/09/1766 |
| Domenico Orsini d'Aragona                        | Regno di Napoli        | Cardinale diacono di Santa Maria ad Martyres                                                            | Duca emerito di Gravina | 05/06/1719 | 09/09/1743 |
| Giovanni Costanzo Caracciolo                     | Regno di Napoli        | Cardinale diacono di San Cesareo in Palatio                                                             | Cardinale protettore della Pontificia Accademia Ecclesiastica; Prefetto del Supremo Tribunale della Segnatura di Grazia                                                                | 19/12/1715 | 24/09/1759 |
| François-Joachim de Pierre de Bernis             | Regno di Francia       | Cardinale presbitero                                                                                    | Arcivescovo metropolita di Albi | 22/05/1715 | 02/10/1758 |
| Giovanni Carlo Boschi                            | Stato Pontificio       | Cardinale presbitero dei Santi Giovanni e Paolo                                                         | Penitenziere Maggiore; Prefetto della Congregazione sopra la Correzione dei Libri della Chiesa Orientale                                                                               | 09/04/1715 | 21/07/1766 |
| Vincenzo Malvezzi Bonfioli                       | Stato Pontificio       | Cardinale presbitero dei Santi Marcellino e Pietro                                                      | Arcivescovo metropolita di Bologna | 22/02/1715 | 26/11/1753 |
| Urbano Paracciani Rutili                         | Stato Pontificio       | Cardinale presbitero di San Callisto                                                                    | Arcivescovo metropolita di Fermo | 08/04/1715 | 26/09/1766 |
| Girolamo Spinola                                 | Repubblica di Genova   | Cardinale presbitero di Santa Balbina                                                                   | Legato apostolico emerito di Ferrara | 15/10/1713 | 24/09/1759 |
| Francisco de Solís Folch de Cardona              | Regno di Spagna        | Cardinale presbitero dei Santi XII Apostoli                                                             | Arcivescovo metropolita di Siviglia | 16/02/1713 | 05/04/1756 |
| Carlo Vittorio Amedeo Ignazio delle Lanze        | Regno di Sardegna      | Cardinale presbitero di Santa Prassede                                                                  | Abate commendatario di Fruttuaria | 01/09/1712 | 10/04/1747 |
| Flavio Chigi                                     | Stato Pontificio       | Cardinale diacono di Santa Maria in Portico Campitelli                                                  | Prefetto della Congregazione dei Riti | 08/09/1711 | 26/11/1753 |
| Antonio Branciforte Colonna                      | Regno di Napoli        | Cardinale presbitero di Santa Maria in Via                                                              | Presidente emerito della Legazione di Urbino | 28/01/1711 | 26/09/1766 |
| Andrea Negroni                                   | Stato Pontificio       | Cardinale diacono dei Santi Vito, Modesto e Crescenzia                                                  | Segretario dei Brevi Apostolici | 02/11/1710 | 18/07/1763 |
| Giovanni Ottavio Bufalini                        | Stato Pontificio       | Cardinale presbitero di Santa Maria degli Angeli                                                        | Arcivescovo-vescovo di Ancona e Numana; Abate commendatario di Santa Maria di Valdiponte                                                                                               | 17/01/1709 | 21/07/1766 |
| Simone Buonaccorsi                               | Stato Pontificio       | Cardinale presbitero di San Giovanni a Porta Latina                                                     | Abate commendatario dei Santi Vincenzo e Anastasio alle Tre Fontane | 17/11/1708 | 18/07/1763 |
| Gaetano Fantuzzi                                 | Stato Pontificio       | Cardinale presbitero di San Pietro in Vincoli                                                           | Prefetto della Congregazione dell'Immunità Ecclesiastica | 01/08/1708 | 24/09/1759 |
| Filippo Maria Pirelli                            | Regno di Napoli        | Cardinale presbitero di San Crisogono                                                                   | Segretario emerito della Congregazione per la Residenza dei Vescovi | 29/04/1708 | 26/09/1766 |
| Giovanni (Lorenzo) Ganganelli                    | Stato Pontificio       | Cardinale presbitero dei Santi XII Apostoli                                                             | Frate francescano conventuale | 31/10/1705 | 24/09/1759 |
| Giuseppe Maria Castelli                          | Ducato di Milano       | Cardinale presbitero dei Santi Bonifacio e Alessio                                                      | Prefetto della Congregazione di Propaganda Fide | 04/10/1705 | 24/09/1759 |
| Giovanni Molin                                   | Repubblica di Venezia  | Cardinale presbitero                                                                                    | Vescovo di Brescia | 25/04/1705 | 23/11/1761 |
| Benedetto Veterani                               | Stato Pontificio       | Cardinale diacono dei Santi Cosma e Damiano                                                             | Prefetto della Congregazione dell'Indice dei Libri Proibiti | 18/10/1703 | 26/09/1766 |
| Paul d'Albert de Luynes                          | Regno di Francia       | Cardinale presbitero di San Tommaso in Parione                                                          | Arcivescovo metropolita di Sens | 05/01/1703 | 05/04/1756 |
| Antonio Sersale                                  | Regno di Napoli        | Cardinale presbitero di Santa Pudenziana                                                                | Arcivescovo metropolita di Napoli | 25/02/1702 | 22/04/1754 |
| Antonio Marino Priuli                            | Repubblica di Venezia  | Cardinale presbitero di San Marco                                                                       | Vescovo di Padova | 17/08/1700 | 02/10/1758 |
| Ludovico Maria Torriggiani                       | Granducato di Toscana  | Cardinale diacono di Sant'Agata alla Suburra                                                            | Cardinale Segretario di Stato di Sua Santità; Prefetto della Congregazione della Sacra Consulta; Prefetto della Congregazione di Avignone                                              | 18/10/1697 | 26/11/1753 |
| Nicola Perrelli                                  | Regno di Napoli        | Cardinale diacono di San Giorgio in Velabro                                                             | Tesoriere generale emerito della Camera Apostolica | 22/10/1696 | 24/09/1759 |
| Giuseppe Pozzobonelli                            | Ducato di Milano       | Cardinale presbitero di Santa Maria sopra Minerva                                                       | Arcivescovo metropolita di Milano | 11/08/1696 | 09/09/1743 |
| Ferdinando Maria de' Rossi                       | Granducato di Toscana  | Cardinale presbitero di Santa Cecilia                                                                   | Prefetto della Congregazione del Concilio | 03/08/1696 | 24/09/1759 |
| Lodovico Calini                                  | Ducato di Milano       | Cardinale presbitero di Sant'Anastasia                                                                  | Prefetto della Congregazione per le Indulgenze e le Sacre Reliquie | 18/01/1696 | 26/09/1766 |
| Fabrizio Serbelloni                              | Ducato di Milano       | Cardinale vescovo di Albano                                                                             | Legato apostolico emerito di Bologna | 04/11/1695 | 26/11/1753 |
| Giovanni Francesco Stoppani                      | Ducato di Milano       | Cardinale vescovo di Palestrina                                                                         | Prefetto dell'Economia della Congregazione di Propaganda Fide | 16/09/1695 | 26/11/1753 |
| Federico Marcello Lante Montefeltro della Rovere | Stato Pontificio       | Cardinale vescovo di Porto e Santa Rufina                                                               | Prefetto della Congregazione del Buon Governo; Sottodecano del Collegio Cardinalizio                                                                                                   | 18/04/1695 | 09/09/1743 |
| Saverio Canale                                   | Stato Pontificio       | Cardinale diacono di Santa Maria della Scala                                                            | Abate commendatario di Subiaco | 15/02/1695 | 26/09/1766 |
| Pietro Girolamo Guglielmi                        | Stato Pontificio       | Cardinale presbitero della Santissima Trinità al Monte Pincio                                           | Prefetto della Congregazione della Disciplina dei Regolari; Camerlengo del Collegio Cardinalizio                                                                                       | 04/12/1694 | 24/09/1759 |
| Alessandro Albani                                | Stato Pontificio       | Cardinale diacono di Santa Maria in Via Lata; Cardinale diacono in commendam di Santa Maria in Cosmedin | Abate commendatario di Nonantola; Prefetto della Congregazione delle Acque; Cardinale protodiacono; Archivista e Bibliotecario di Santa Romana Chiesa                                  | 15/10/1692 | 16/07/1721 |
| Pietro Paolo Conti                               | Stato Pontificio       | Cardinale presbitero di Santo Stefano al Monte Celio                                                    | Segretario emerito della Congregazione del Buon Governo | 24/02/1689 | 24/09/1759 |
| Neri Maria Corsini                               | Granducato di Toscana  | Cardinale diacono di Sant'Eustachio                                                                     | Prefetto del Supremo Tribunale della Segnatura Apostolica; Arciprete della Basilica di San Giovanni in Laterano; Segretario della Congregazione della Romana e Universale Inquisizione | 19/05/1685 | 14/08/1730 |

### Assenti in conclave
| Nome                                 | Paese                            | Titolo                                            | Ruolo                                                                | Nascita    | Concistoro |
| ------------------------------------ | -------------------------------- | ------------------------------------------------- | -------------------------------------------------------------------- | ---------- | ---------- |
| Francisco de Saldanha da Gama        | Regno del Portogallo             | Cardinale presbitero                              | Patriarca di Lisbona                                                 | 20/05/1723 | 05/04/1756 |
| Cristoforo Migazzi                   | Principato vescovile di Trento   | Cardinale presbitero dei Santi Quattro Coronati   | Arcivescovo metropolita di Vienna; Amministratore apostolico di Vác  | 20/10/1714 | 23/11/1761 |
| Jean-François-Joseph de Rochechouart | Regno di Francia                 | Cardinale presbitero di Sant'Eusebio              | Vescovo di Laon                                                      | 28/01/1708 | 23/11/1761 |
| Antoine Clériade de Choiseul-Beaupré | Regno di Francia                 | Cardinale presbitero                              | Arcivescovo metropolita di Besançon                                  | 28/09/1707 | 23/11/1761 |
| Franz Konrad von Rodt                | Principato vescovile di Costanza | Cardinale presbitero di Santa Maria del Popolo    | Vescovo di Costanza                                                  | 10/03/1706 | 05/04/1756 |
| Franz Christoph von Hutten           | Principato vescovile di Würzburg | Cardinale presbitero                              | Principe-vescovo di Spira                                            | 06/03/1706 | 23/11/1761 |
| Louis-Constantin de Rohan            | Regno di Francia                 | Cardinale presbitero                              | Principe-vescovo di Strasburgo; Abate commendatario di Chaise-Dieu   | 24/03/1697 | 23/11/1761 |
| Étienne-René Potier de Gesvres       | Regno di Francia                 | Cardinale presbitero di Sant'Agnese fuori le mura | Vescovo di Beauvais; Abate commendatario di Saint-Étienne de Caen    | 02/01/1697 | 05/04/1756 |
| Luis Fernández de Córdoba            | Regno di Spagna                  | Cardinale presbitero                              | Arcivescovo metropolita di Toledo                                    | 22/01/1696 | 18/12/1754 |
| Carlo Francesco Durini               | Ducato di Milano                 | Cardinale presbitero dei Santi Quattro Coronati   | Arcivescovo-vescovo di Pavia; Arcivescovo titolare di Amasea         | 20/01/1693 | 26/11/1753 |
| Giacomo Oddi                         | Stato Pontificio                 | Cardinale presbitero di San Lorenzo in Lucina     | Arcivescovo-vescovo di Viterbo e Tuscania; Cardinale protopresbitero | 11/11/1679 | 09/09/1743 |